# Димитър Нинов Грънчаров
Вижте пояснителната страница за други личности с името Димитър Грънчаров.
Димитър Нинов Грънчаров е български политик от БЗНС, журналист и терорист.

## Биография
Димитър Грънчаров е роден на 16 април 1883 г. в село Равнище, Тетевенско. Завършва Търновската гимназия и специалност „Право“ в Софийския университет.
Работи като адвокат в София. Става член на БЗНС след Първата световна война (1919). Работи за укрепване на организациите в Плевенско.
Участва активно в списването на земеделските вестници „Народна защита“, „Народно знаме“ и „Народовластие“ като журналист и редактор.
След Деветоюнския преврат (1923) се обявява за съюз с БКП. Преследван е от първото правителство на Демократическия сговор.
Член е на Изпълнителния комитет на ЦК на БЗНС и взима активно участие в подготовката на въоръжено въстание през 1925 г. Съставя списък на 40 – 45 души, които да бъдат убити, между които са генерал Велизар Лазаров, Пане Бичев, д-р Михалчев и др.
През лятото на 1924 г. Димитър Грънчаров възлага на Марин Чангов организирането на атентат, който да се извърши при освещаването на храм паметника „Св. Александър Невски“ през септември. Наставлява го: „За да докажем, че сме истински борци за земеделска България, трябва да направим нещо. Ще намериш няколко души и с тях ще хвърлите бомби в храма „Александър Невски“, имаме и пироксилин“. Дружбашите изнудват заможни хора за пари. Грънчаров подготвя обир на ж.п. гара в близост до София. Подготвя убийството на министър Иван Русев или отвличане на сина му от училище с цел откуп. Тези акции се провалят, защото стават известни на полицията.
Заедно с Николай Петрини и Христо Косовски разпорежда убийството на Пеню Колешов, един от доверените им сътрудници, и на годеницата му Цвета, тъй като той споделил, че тя му заявила, че ако не се оженят ще каже на полицията за подготвяното въстание. И двете убийствата са осъществени.
Участва в заговора за атентата в църквата „Света Неделя“, осъществен на 16 април 1925 г. На 29 април е обкръжен от полицаи край село Дървеница (настоящ квартал на София) и след престрелка се самоубива, за да не бъде пленен. Дванадесет дена след смъртта му е осъден на смърт (задочно) на 11 май 1925 г. по делото за атентата.
След Деветосептемврийския преврат (1944) е обявен за герой и жертва на антифашистката борба. Издигнат му е паметник, а читалището в с. Равнище е преименувано на него.